# McLaren M12
La McLaren M12 è un'auto da competizione con carrozzeria barchetta sviluppata dalla Bruce McLaren Motor Racing nel 1969, per il solo scopo di vendita ai clienti della serie Can-Am.
La M12 è una combinazione di elementi provenienti da due delle precedenti vetture della McLaren, la M6 e la M8.

## Contesto
La M12 venne concepita come la prima vettura della McLaren rivolta esplicitamente alla clientela dei piloti e delle scuderie private. Basata sulla M8A che la squadra aveva usato con successo per vincere la stagione 1968 del campionato CanAm, così come sulla M8B che la squadra stava sviluppando per il 1969. Tuttavia, la M12 non era derivata tecnicamente dalla M8. Invece, il telaio monoscocca era in realtà basato sulla precedente M6, sviluppata inizialmente nel 1967. Su questo telaio venne aggiunta la carrozzeria della M8A, che aveva una migliore aerodinamica. Il vano motore era stato specificamente progettato per ospitare un motore V8 Chevrolet, ma diversi clienti optarono per propulsori di altri produttori. Tutte le M12 furono assemblate dalla Trojan invece che nella sede della McLaren.

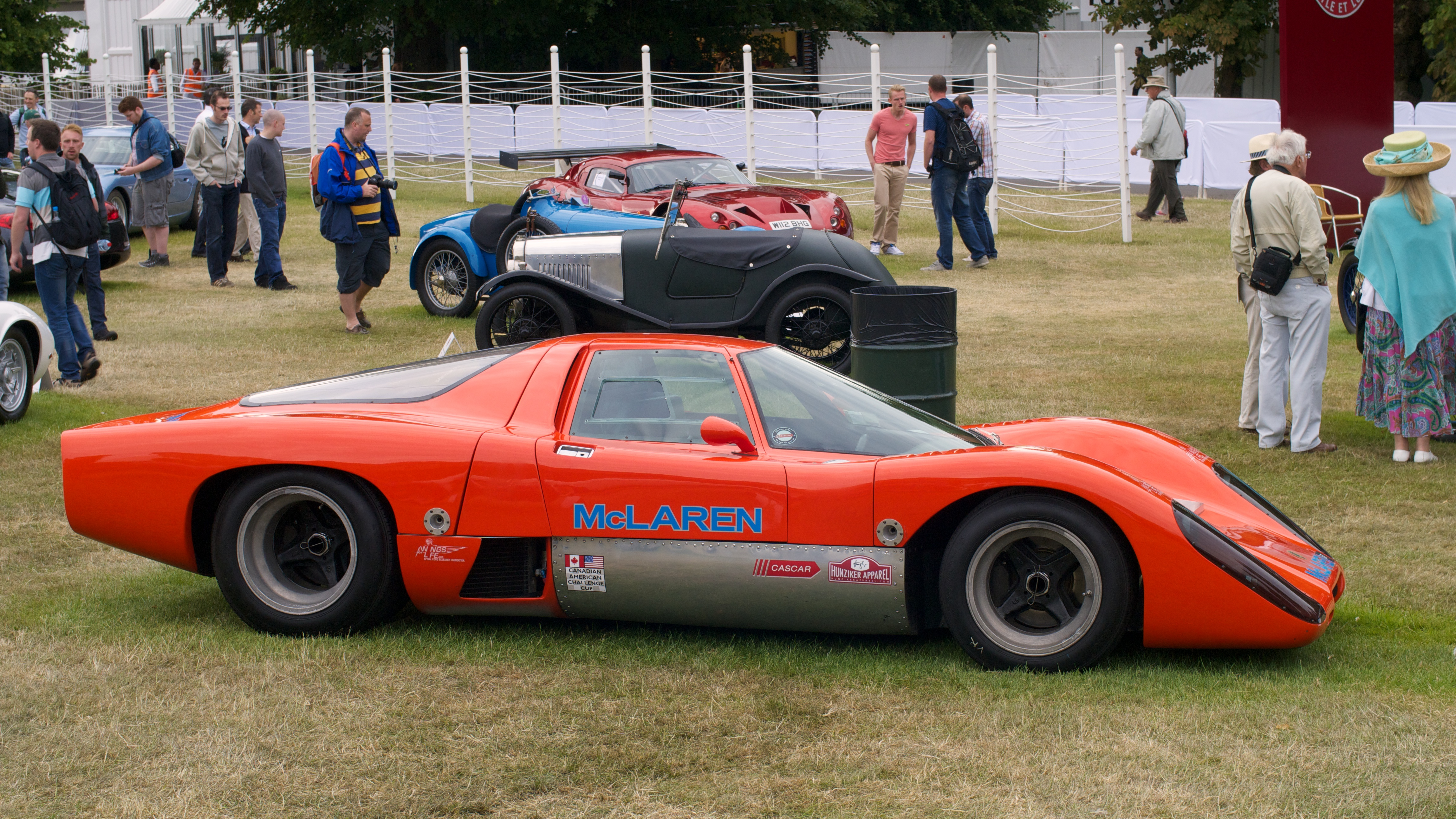
Vista laterale si una M12 Coupé Goodwood

## M12 GT
Con la denominazione M12 GT si indica una serie di repliche dell'originale McLaren M6 GT stradale che sono state realizzate negli anni settanta su richiesta dei proprietari di M12 usando le carrozzerie coupé originariamente prodotte dalla Specialized Mouldings e rimaste inutilizzate dopo lo stallo dell'intero progetto M6 GT. Esse vennero montate su molte M6B e M12 da competizione.
Della M6GT originale furono realizzati solo due esemplari originali, quello personale di Bruce McLaren (targato "OBH 500H" ed esposto per lungo tempo presso l'Auckland Transport Museum) e un altro realizzato dalla Trojan per il pilota David Prophet, che lo portò in gara in più occasioni nel 1969.